# De predikende Christus (De Honderdguldenprent)
De predikende Christus,  ook De Honderdguldenprent of Christus geneest de zieken genoemd, is  een ets van Rembrandt. De bijnaam is waarschijnlijk ontstaan doordat de prent al in de zeventiende eeuw zeldzaam en gewild was. Later ontstond de legende dat Rembrandt honderd gulden had moeten neertellen om een exemplaar terug te kopen.

## Voorstelling
Op de prent zijn vier passages uit Matteüs 19 afgebeeld: de genezing van de zieken (19:2), de discussie met de Schriftgeleerden (19:3-12), de zegening van de kinderen ('Laat de kinderen ongemoeid...) (19:13-15) en het verhaal ven de rijke jongeling (19: 16-22). Rechts op de achtergrond verwijst Rembrandt met de kameel die door de poort loopt, naar de volgende regel uit Matteüs 19, waarin Hij zijn toehoorders voorhoudt dat "[...]het is gemakkelijker voor een kameel om door het oog van een naald te gaan dan voor een rijke om het koninkrijk van God binnen te gaan" (19: 22).

## Techniek
Rembrandt combineerde voor deze plaat de etstechniek met burijn en droge naald. Een burijn is het gereedschap van een kopergraveur en zorgt voor scherpe, dunne lijnen, terwijl de droge naald groeven met een braam maakt, die tijdens het afdrukken inkt opnemen en resulteren in rafelige of fluwelige lijnen die meer op penseelstreken lijken.
Vanwege de grote variatie aan technieken is lange tijd gedacht dat Rembrandt in verschillende periodes aan de prent heeft gewerkt en zelfs al in de jaren 1630 aan de prent was begonnen, maar sinds de jaren 1980 is de consensus onder kunsthistorici dat de ets grotendeels in 1647-1649 is gemaakt. Er bestaan ook maar twee staten (versies) van die alleen in details verschillen. Het verschil in stijl tussen met name de linker- en de rechterhelft kan verschillende oorzaken hebben. Rembrandt was juist in deze periode aan het experimenteren en maakte een grondige stijlontwikkeling door. Het is ook mogelijk dat Rembrandt bewust een tegenstelling heeft gecreëerd tussen lichte, schetsmatige en donkere, uitgewerkte passages. Door deze twee stijlen te combineren tot een harmonisch geheel bewees hij zijn virtuositeit. Er zijn vrij veel tekeningen bewaard gebleven met schetsen voor afzonderlijke figuren en groepen, die van rond 1647 dateren.

## Studies voor deHonderdguldenprent

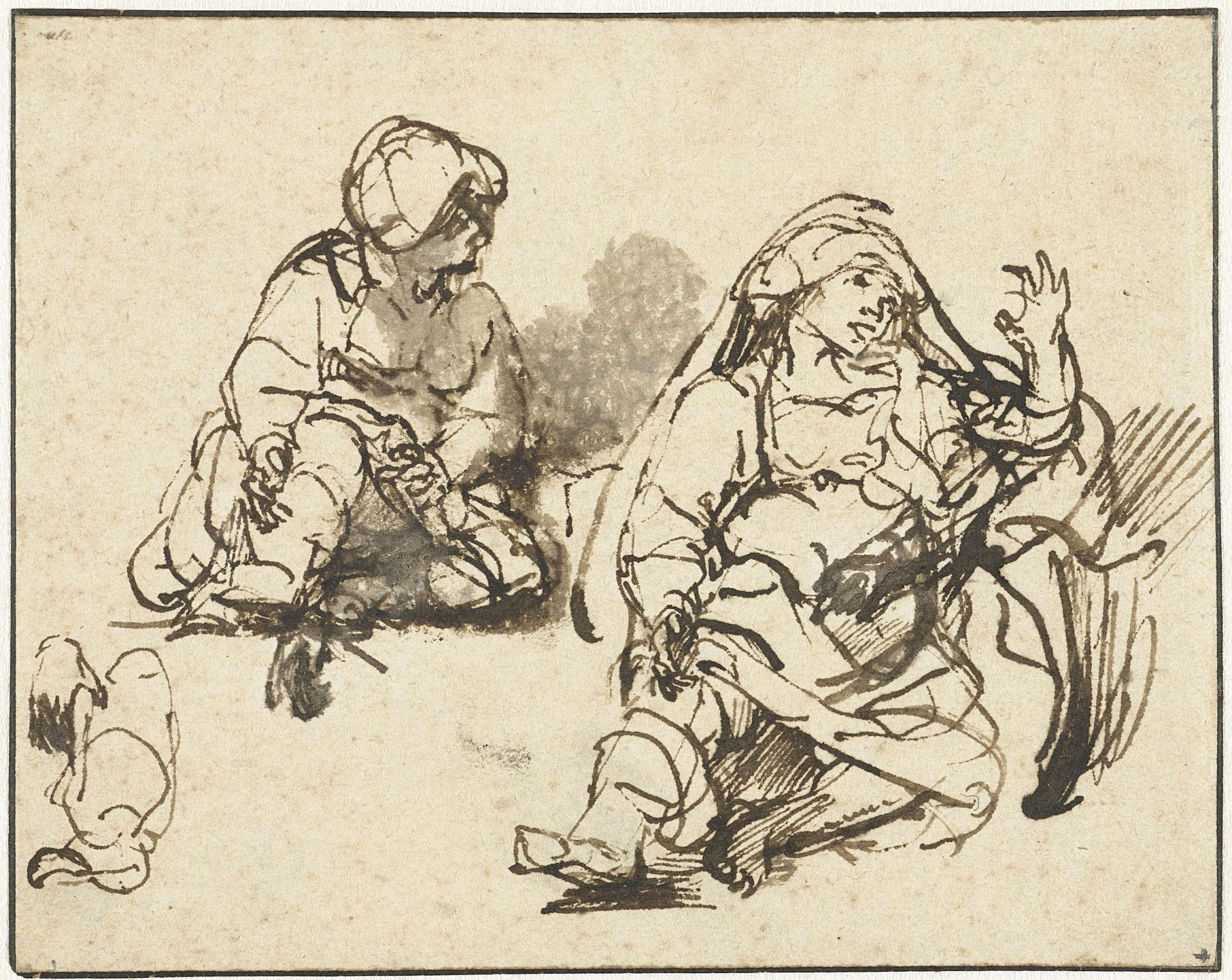
Twee zieke vrouwen, Amsterdam, Rijksmuseum
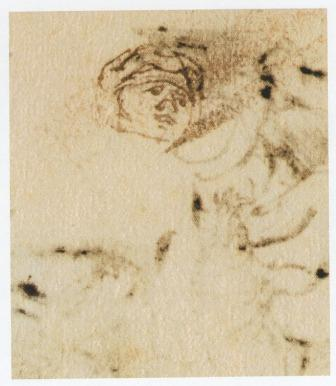
Hoofd van een zieke vrouw (achterzijde van de vorige tekening), Amsterdam, Rijksmuseum
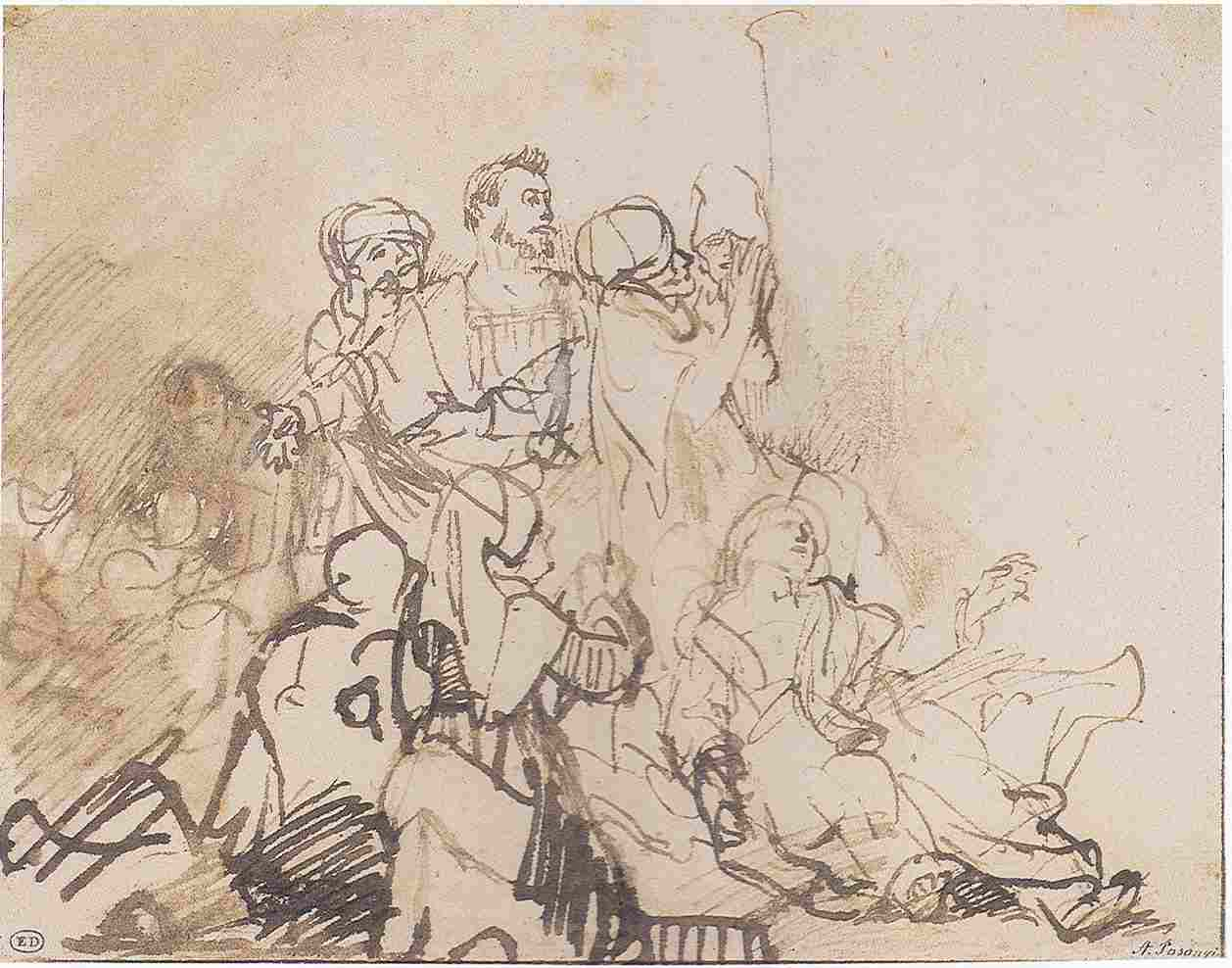
Studie voor een groep zieken, Berlijn, Kupferstichkabinett Berlin
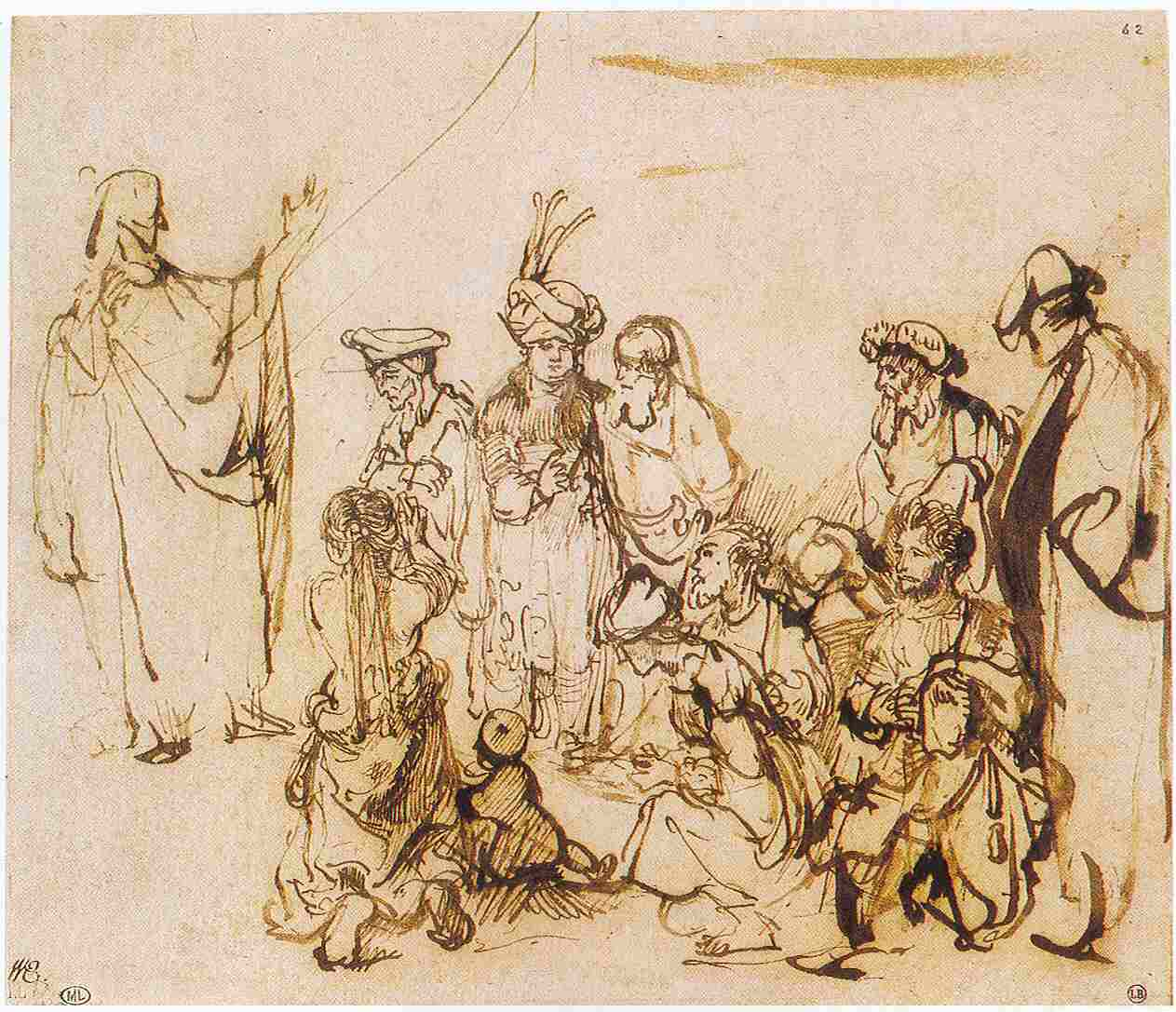
Een groep figuren, Parijs, Musée du Louvre
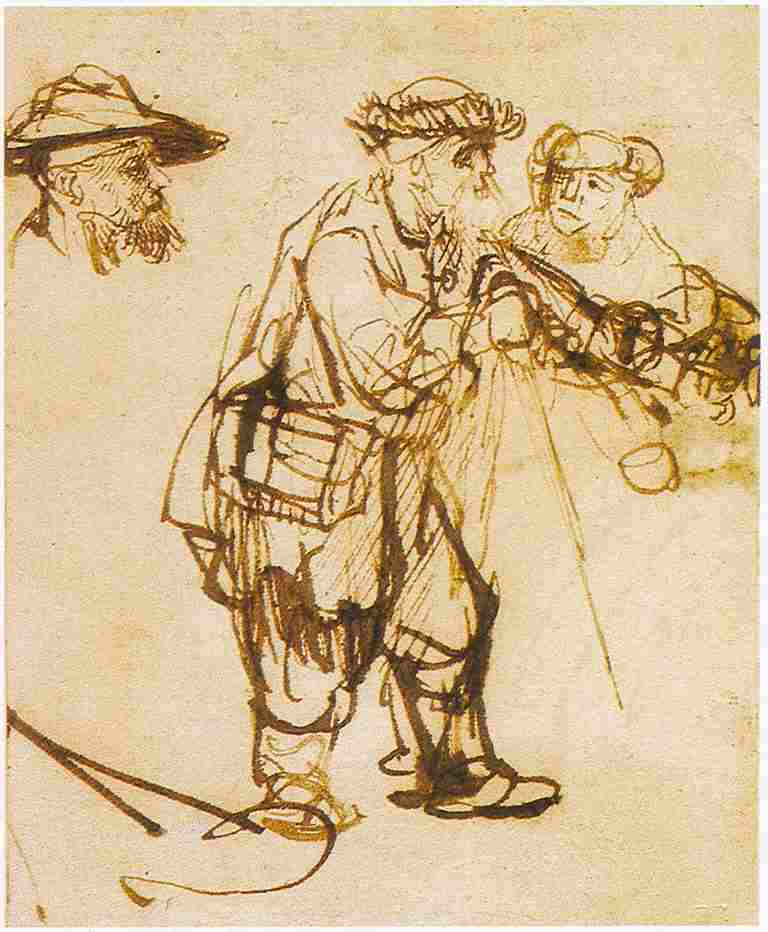
Blinde oude man, begeleid door een vrouw, Parijs, Musée du Louvre
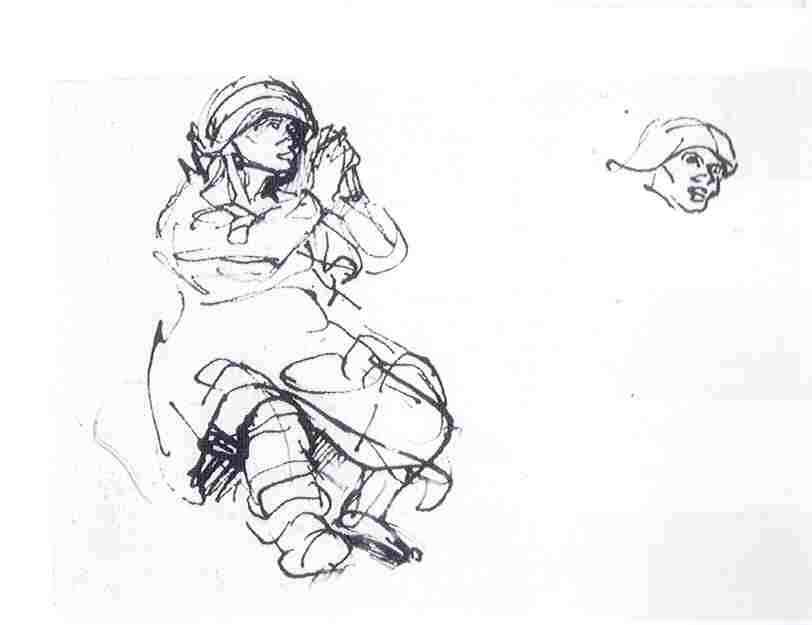
Studie van een smekende, zittende bedelares, privéverzameling
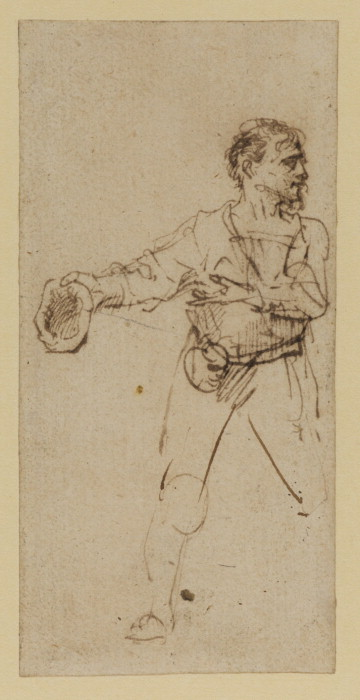
Staande man met een muts in zijn uitgestrekte rechterhand, Londen, Courtauld Gallery
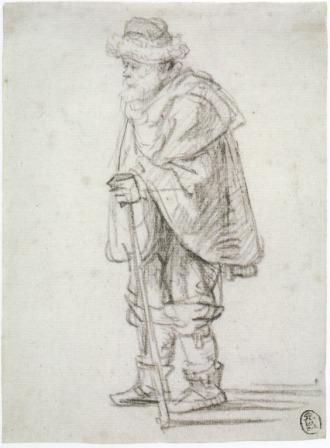
Oude man met een bontmuts, privéverzameling

## Exemplaren

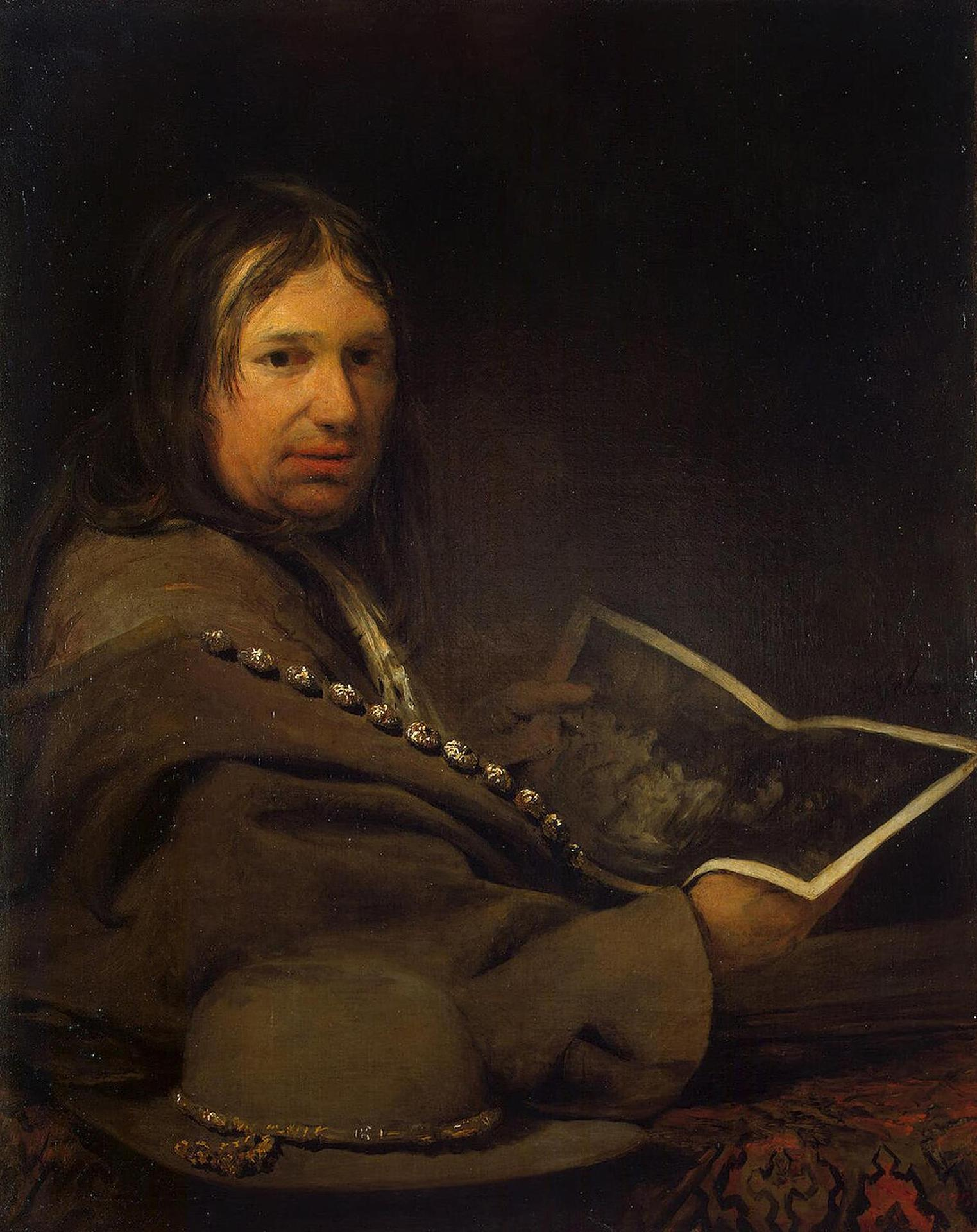
Arent de Gelder, Portret van een verzamelaar met de Honderdguldenprent, na 1685, Hermitage (inv. nr. ГЭ-790), Sint-Petersburg

Het is niet bekend hoeveel exemplaren Rembrandt heeft gedrukt. De ets is te vinden in de volgende verzamelingen:
- British Museum[5]
- Frick verzameling[6]
- Museum of Fine Arts, Boston[7] including Biallie prints[8]
- Metropolitan Museum of Art[9]
- Oberlin College, Allen Memorial Art Museum.
- Rijksmuseum